# Microstylum testaceum
Microstylum testaceum là một loài ruồi trong họ Asilidae. Microstylum testaceum được Macquart miêu tả năm 1846. Loài này phân bố ở miền Australasia.